# 北村透谷
北村 透谷（きたむら とうこく、1868年12月29日〈明治元年11月16日〉- 1894年〈明治27年〉5月16日）は、日本の評論家・詩人。本名、北村 門太郎（きたむら もんたろう）。明治期に近代的な文芸評論をおこない、島崎藤村らに大きな影響を与えた。

## 略歴

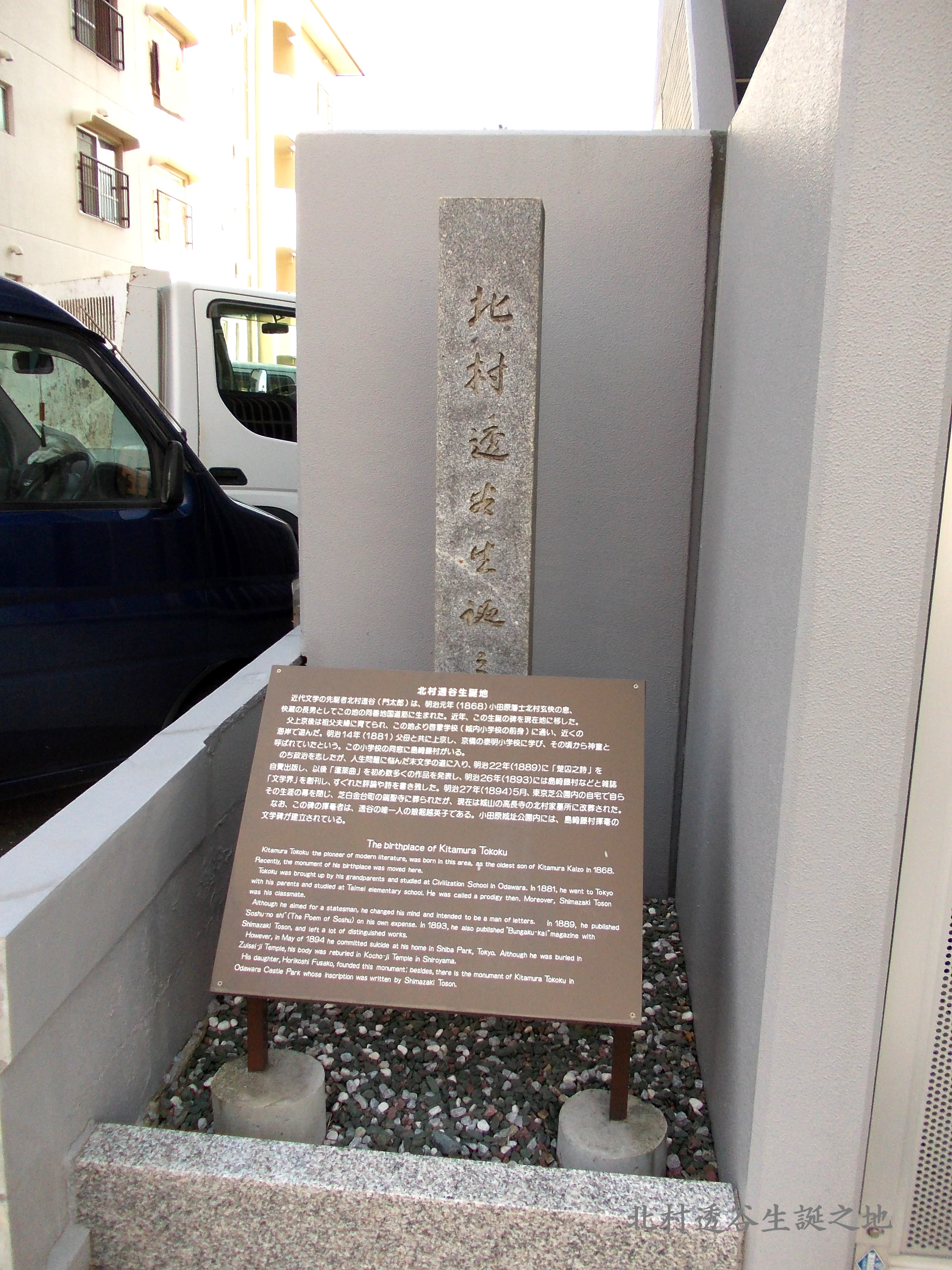
北村透谷生誕之地（神奈川県小田原市浜町）

相模国小田原（現：神奈川県小田原市浜町）に生まれた。幼少時代、両親から離れて厳格な祖父と愛情薄い継祖母に育てられ、のちに神経質な母親の束縛を受けたことが性情の形成に大きな影響を与えたといわれる。
1881年に東京数寄屋橋の近くに移住。東京専門学校（現：早稲田大学政治経済学部）政治科に入学し、東京の三多摩地方を放浪して壮士たちと交わるが、民権運動が過激になり離脱。1888年に洗礼を受け、同年、民権運動家石坂昌孝の娘ミナと結婚。翌年、自己の暗い内面と愛と自由をうたった長編叙事詩『楚囚之詩』を刊行。
『厭世詩家と女性』（1892年）を発表して文壇に登場。1893年には島崎藤村、星野天知らと雑誌「文学界」を創刊し、同人たちの浪漫主義運動を主導したが、そこには、例えば「恋愛は人生の秘鑰なり」「男女相愛して後始めて社界の真相を知る」と述べた『厭世詩家と女性』にみられるような恋愛至上主義的傾向がみられる。また、文学は世俗的な功利を求めず、人間性の深い真実をこそ求めるべきとした（「人生相渉論争」）。『内部生命論』では、内面的生命における自由と幸福を重んじた。
『人生に相渉るとは何の謂ぞ』、『内部生命論』、『漫罵』（全て1893年）などの評論を立て続けに発表したが、理想と現実の矛盾に苦しみ、1894年に自殺した。

## 生涯
相模国小田原唐人町（現：神奈川県小田原市浜町）で父・北村快蔵、母・ユキの長男として生まれる。祖父の玄快は小田原藩の藩医であったが明治維新のあおりを受けて没落し、父の快蔵は透谷の生まれた後、新政府の官立大学である昌平学校に入学・卒業して役人となる。
1873年（明治6年）、弟の垣穂（かきお）が生まれる。弟は1879年（明治12年）に元小田原藩士族の丸山良伯の絶家を継ぎ丸山姓となり、のちに丸山古香と改名し日本画家となった。秋頃、透谷を小田原の祖父母の元に残し、両親と弟は東京に移住する。父は大蔵省に出仕、母は自宅で呉服屋をはじめる。
1878年（明治11年）春、祖父の玄快が倒れ両親と弟が小田原に帰郷する。父は足柄上郡役所の役人となる。
1881年（明治14年）、一家で東京府東京市京橋区弥左衛門町（現：東京都中央区銀座）に移住する。父は大蔵省に戻り、母は丸山名義で煙草店を始める。透谷と弟は泰明小学校に転入する。この頃活発であった自由民権運動に強く感化される。
1883年（明治16年）5月頃、自由民権運動の政客である大矢正夫と知り合い、大矢らを通じて秋山国三郎や自由党員であった石坂昌孝の知遇を得る。石坂の長男である公歴（まさつぐ）とも親交を結ぶ。9月、東京専門学校（現：早稲田大学政治経済学部）政治科に入学。翌年、同じ政治科に入学してきた宮崎湖処子と知り合う。
1885年（明治18年）5月、自由党左派の大井憲太郎らが朝鮮での革命を計画する（大阪事件）。6月、大矢正夫も計画に加わり、活動資金を得るための強盗を企図、透谷も参加を誘われるが悩んだすえ運動を離れる。夏、石坂昌孝の長女ミナと出会う。
1887年（明治20年）、許婚者のいた石坂ミナと恋愛関係に陥る。1888年（明治21年）3月、数寄屋橋教会（現：日本基督教団巣鴨教会）で洗礼を受ける。同年11月、ミナと結婚。
1889年（明治22年）4月9日、『楚囚之詩』を自費出版するが、出版直後に後悔し自ら回収する。秋頃、イギリスから来日したクエーカー教徒のジョージ・ブレスウェイトの翻訳者および通訳者となり、親交を深める。その影響もあって平和主義の思想に共鳴し、加藤万治らと日本平和会を結成する。
1890年（明治23年）11月、普連土女学校の英語教師となる。弥左衛門町から芝公園に転居する。
1891年（明治24年）2月、芝三田聖坂のフレンド教会で新渡戸稲造夫婦と出会う。5月29日、『蓬莱曲』を自費出版する。6月1日、横浜山手公会堂で「ハムレット」を観劇したときに坪内逍遙と出会い、その後逍遙の元に訪問する。
1892年（明治25年）2月、評論「厭世詩家と女性」を『女学雑誌』に発表、注目される。同じ頃、アメリカのクリスチャン教会のD・F・ジョーンズ（ダヴィッド・ジョンス）宣教師の通訳となり、麻布教会（現：日本基督教団聖ヶ丘教会）へ通う。3月、日本平和会の機関誌『平和』が創刊され、編集者・主筆となる。島崎藤村と知り合う。6月、長女の英子が生まれる。9月、『女学雑誌』に「心機妙変を論ず」を発表。
1893年（明治26年）2月、山路愛山の「頼襄を論ず」（『国民之友』1893年1月）に反論して、創刊して間もない『文学界』に「人生に相渉るとは何の謂ぞ」を発表。徳富蘇峰なども交えて論争となる。夏には伝道師として基督教会の磐中教会から福井捨助の開拓した花巻教会を支援する。8月、普連土女学校の教え子であった富井まつ子が18歳で病没、翌月「哀詞序」を書く。日清戦争前夜の国粋主義に流れる時勢も反映したのか、次第に精神に変調をきたし、エマーソンについての評論『エマルソン』を脱稿後、12月28日に自殺未遂を起こし入院。
1894年（明治27年）1月、退院し芝公園の自宅に戻るもののその後は執筆せず、5月16日の早朝に自宅の庭で縊死した。25歳没。葬儀は翌日、キリスト教式で行われた。
1894年（明治27年）10月8日に星野天知・島崎藤村編による遺稿集『透谷集』が刊行、10月『早稲田文学』に金子筑水の「『透谷集』を読みて」を掲載。1902年（明治35年）10月1日、星野天知編による『透谷全集』（文武堂）が刊行される。
また、第二次世界大戦後の1950年（昭和25年）、勝本清一郎編集により『透谷全集』（岩波書店）が刊行。
透谷の関連資料は小田原文学館で展示され、後述の通り同館敷地内には透谷の碑もある。

## 思想
1892年（明治25年）2月、評論「厭世詩家と女性」を『女学雑誌』に発表し、近代的な恋愛観（一種の恋愛至上主義）を表明、「恋愛は人世の秘鑰（ひやく）なり」（鑰は鍵の意味）という冒頭の一文は島崎藤村や木下尚江に衝撃を与えたという。

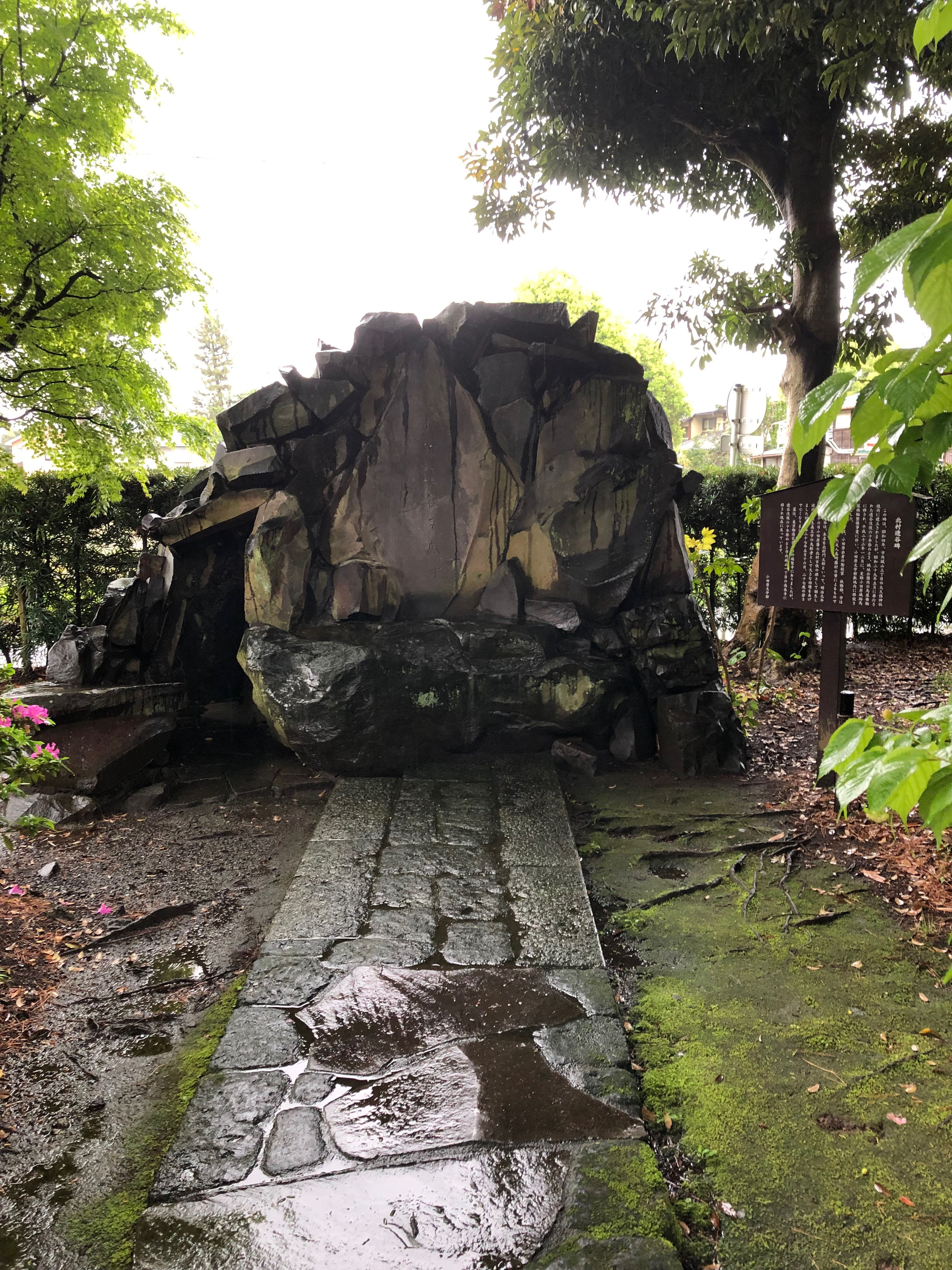
北村透谷文学碑（小田原市小田原文学館）

1893年（明治26年）、山路愛山との論争の中で、自身の自由民権運動への挫折感と自己批判をし、肉体的生命よりも内面的生命（想世界）における自由と幸福を重んじる『内部生命論』を発表した。
また、それまで自分には「信仰」と「愛」が欠けていたとして、キリスト教信仰は個人を支え、他愛は他者との間に相互に自立した人格的な結合を実現し、精神を純化すると考えた。
透谷の作品群は、近代的な恋愛観からも窺えるように、ジョージ・ゴードン・バイロンやラルフ・ワルド・エマーソンの影響下にロマン主義的な「人間性の自由」という地平を開き、以降の文学に対し、人間の心理、内面性を開拓する方向を示唆している。島崎藤村は『桜の実の熟する時』『春』において透谷の姿を描いている。

## 作品
- 人生に相渉るとは何の謂ぞ
- 内部生命論
- 厭世詩家と女性
- 万物の声と詩人
- 蓬莱曲
- 処女の純潔を論ず

## 親族
- 妻：美那子 / ミナ（1865～1942） - 石坂昌孝の娘。共立女学校（現：横浜共立学園中学校・高等学校）和漢学科卒業後に透谷を知り、彼をキリスト教へと導き結婚し、一女・英子を産む。透谷の死後は米国に留学し、インディアナ州ユニオン・クリスチャン・カレッジやオハイオ州立デファイアンス・カレッジで英語学を修め、1907年の帰国後には英語教育に従事し、豊島師範学校（現：東京学芸大学）や品川高等女学校（現：品川女子学院中等部・高等部）で教鞭を執った。晩年は透谷の死の英訳に従事した[13]。
- 娘：堀越英子（ふさこ） - 1929年の小田原・大久保神社境内の「北村透谷碑」の建立に母ミナとともに尽力（碑はその後移転を重ね現在は小田原文学館敷地内に立地）[14]。

## 題材とした作品
- 北村透谷 わが冬の歌 - 1977年の映画（監督：山口清一郎）。透谷役はみなみらんぼう。